# Klępino
Klępino (niem. Klempin) – wieś w Polsce położona w województwie zachodniopomorskim, w powiecie stargardzkim, w gminie Stargard.
W latach 1945–54 należała i była siedzibą gminy Klępino. W latach 1954–1961 wieś należała i była siedzibą władz gromady Klępino, po jej zniesieniu w gromadzie Stargard Szczeciński. W latach 1975–1998 miejscowość administracyjnie należała do województwa szczecińskiego.
Miejscowość została założona na początku XIII wieku przez joannitów. Od zakupu w 1364 do końca XIX wieku pozostawała własnością Stargardu. W XIX wieku stanowiło największą spośród podstargardardzkich wsi. Zabudowa w formie ulicówki, wzdłuż Iny.
Najwyższy punkt miejscowości osiąga 49 m n.p.m. i znajduje się przy rozwidleniu dróg asfaltowej w kierunku Małkocina i polnej w kierunku Grabowa.

## Zabytki
- Kościół Narodzenia Najświętszej Maryi Panny w Klępinie - kamienno-ceglany XV-wieczny kościół gotycki. Był on zburzony w 1945 roku i do 1989 roku pozostawał w ruinie; odbudowany w 1992,
- budynek dawnej szkoły,
- kilka budynków szachulcowych.